# XMind
XMind是一個由香港XMind公司開發的腦力激盪法和心智圖的軟體工具，其主要用途為幫助用戶捕捉想法，組織各類報表。它支持心智圖、石川圖（又稱因果圖或魚骨圖）、樹形結構圖、組織結構圖和電子表格。亦可以用來做知識管理，會議記錄，任務管理和儘管去做。
XMind Pro 可以匯出Word、PowerPoint、JPG、PDF 和 MindManager等文件。
2022年，XMind公司將其總部遷移至新加坡。

## 脚注
1. ↑  .   [3 July 2013]. （原始内容存档于2014-03-06）.
2. ↑  . （原始内容存档于2020-11-27）.
3. ↑   . Singapore Business Directory.   [2025-06-15] （美国英语）.